# Kleite
Kleite (altgriechisch Κλείτη Kleítē, deutsch ‚die Berühmte‘, lateinisch Clite) ist in der griechischen Mythologie eine Tochter des Merops Perkosios.
Kurz nach der Hochzeit mit dem Dolionenkönig Kyzikos, dem Sohn des Aineus, musste Kleite den Tod des Gatten beweinen. Er war im Kampfspiel mit den Argonauten gefallen. Obwohl die Argonauten trauerten, sich den Kopf schoren und Leichenspiele abhielten, blieb die Trauer zu groß, so dass sie sich nachts an einem Baum erhängte. Aus ihren Tränen bzw. der um sie weinenden Nymphen des Hains entstand die Quelle Kleite.